# 水曜日のアナウンス部
『水曜日のアナウンス部』（すいようびのアナウンスぶ）は、2020年11月11日から2021年3月17日まで及び2023年10月4日から2024年3月25日まで東北放送（tbcラジオ）で放送されていた番組。略称は「水アナ」。前身番組は2020年4月から6月まで放送されていた「火曜日のアナウンス部」。2024年4月より「月曜日のアナウンス部」に引き継がれた。

## 概要
2020年の4月に、ナイター中継をするはずがプロ野球開幕が延期になり、ナイター枠を埋めようと「火曜日のアナウンス部」が始まった。6月9日に放送終了も、好評につき、ナイターオフの11月から、水曜日午後8時の放送で、名称を「水曜日のアナウンス部」と変更し、放送開始。パーソナリティーは、火曜日のアナウンス部6時台を担当していた守屋周アナウンサーが務める。
番組のコンセプトは、8時台はアナウンサーの意外な一面や放送の裏話などを知っていただき、そのアナウンサーに興味をもってそのアナウンサーが出演する番組を見たり聞いたりしていただけてもらいたいという狙いだったが、3月3日の放送で、「アナウンサーの意外な一面が知れて面白い」「あのアナ、水アナで出た人だという風に見ている」という手紙が紹介されたため、狙い通りだったといえる。アナウンサーとして、1人をクローズアップして取り上げられる機会が少ないため、アナウンサーの性格、意外な一面などを披露する斬新な番組となった。9時台は守屋周アナウンサーの趣味である本、相撲、酒を中心としたコーナーを展開。酒コーナーでは、「ラジオ呑み」と題して、自身が家で録音した酒を飲む音声や、リスナーからの晩酌の様子を紹介する。9時台についても3月3日の放送で「守屋アナのフリートークが好き」「ラジオ呑みのおつまみはどれもおいしそう」といった手紙が紹介されたため、成功と言える。また、2020年のオフは自社製作の夜番組に力を入れていたが、その成功例として「NEWNEWS」とともに代表例に挙げられる。メール数も徐々に増えたといい、特に8時台のゲストに対する質問や、9時台のラジオ呑みコーナーでは、多くのメールが紹介された。
野球シーズンが近づいたため、3月17日をもって終了。番組内の一部のコーナーは夕方のワイド番組「シロクジTUNE」にて引き継がれた。ナイターシーズン明けの2021年10月からは、この後継企画として『今宵集まれ! みんなのラジオ』が同一放送枠にて開始された。
2023年のナイターオフ編成で3年ぶりに復活。録音放送となり、パーソナリティはtbcアナウンサーが週替わりで担当、「各アナウンサーが自分のやりたいことをやる」という内容に変わり、好きな歌手を特集したり、取材の模様やインタビューを流したり、フリートークだけだったりなど内容は様々となった。2024年3月終了。ほぼ同じ内容で2024年4月より「月曜日のアナウンス部」(毎週月曜日21:30～21:55)に引き継がれた。この番組について林田アナは「アナウンサーによる(スタッフなどがいない)ワンマン放送に慣れるため」の放送でもあると語っている。

## 出演者

### パーソナリティー
- 守屋周 (-2021年3月、2023年10月4日、2024年3月27日)

- 林田悟志（2020年12月23日と2021年2月17日にパーソナリティとして出演、2021年1月6日にゲスト出演、2023年11月22日）
- 増子華子(2023年10月11日、2024年1月24日)
- 玉置佑規(2023年10月18日、2024年2月7日)
- 坂寄直希(2023年10月25日、2024年2月21日)
- 大久保悠(2023年11月1日)
- 飯野雅人(2023年11月8日)
- 村上晴香(2023年11月15日、2024年1月31日)
- 佐々木淳吾(2023年11月29日
- 佐藤灯(2023年12月6日、2024年2月14日)
- 松尾武(2023年12月13日)
- 根本宣彦(2023年12月20日)
- 熊谷望那(2023年12月27日、2024年2月28日)
- 後藤舜(2024年1月3日、2024年3月6日)
- 佐々木夏音(2024年1月10日、2024年3月13日)
- 塩入未央(2024年1月17日、2024年3月20日)

### 8時台のアナウンサーゲスト
| 水曜日のアナウンス部 出演アナウンサー | 水曜日のアナウンス部 出演アナウンサー |
| ------------------------------------- | --- |
| 男性                                  | 根本宣彦 （3月17日） 佐々木淳吾（2月10日） 松尾武（1月27日） 飯野雅人（12月16日、3月10日） 伊藤晋平※未出演 菅生翔平（2月17日、24日） 黒田直樹（1月20日） 古野真也（11月18日） 後藤舜（12月2日、2月17日）                                            |
| 女性                                  | 藤沢智子※未出演 安東理紗（11月25日) 名久井麻利 （3月3日、10日） 大久保悠（1月13日、3月10日） 林朝子※未出演 熊谷望那（11月11日、12月23日、2月17日） 増子華子（12月23日、2月3日、2月17日） 野口美和（12月9日、2月17日） 三浦菜摘（12月30日、2月17日） |

### その他過去の主なゲスト
- 大黒摩季(12月23日)※音声出演
- 宮川愛李(2月17日)※音声出演

## 放送中のコーナー
水曜日のアナウンス部の内容。
私はこんな人です（20:05頃）
　ゲストのアナウンサーの性格・趣味・特技などをアナウンサーページを見ながらトークする。
私の一曲（20:19頃）
　ゲストのアナウンサーが影響を受けた曲・支えにしている曲などをエピソードとともに紹介する。
担当番組裏話（20:25頃）
　ゲストのアナウンサーの担当番組について裏話を交えながら話していく。
今ハマってます（20:40頃）
　ゲストのアナウンサーがハマっていることやおすすめしたいものなどを紹介する。
定番音楽会（21:01頃）
　守屋周アナウンサーが音楽を聴いていた'90年代から2000年代のアーティストの定番中の定番の曲を数曲続けて流す。15分コーナーだが最高で9曲流したこともある。
週刊守屋書店（21:15頃）
　守屋周アナウンサーがGoodモーニング時代にやっていた「ほぼ週刊守屋書店」を引き継いで放送している。守屋アナウンサーのおすすめの一冊を紹介している。番組休止中は、シロクジTUNEの月曜日で「夕刻守屋書店」として放送される。
守屋周の大相撲を10倍楽しく見る方法（21:24頃）
　守屋アナウンサーが大好きな大相撲の話をする。主に本場所中は場所の話、場所がないときは相撲の豆知識などを紹介する。コーナーのタイトルはBSフジで放送されている「大相撲がっぷり総見」のサブタイトル（大相撲を100倍楽しく見る極意）からきているものと思われる。2021シーズンの最終回では、3月場所を休場した横綱の白鵬と鶴竜に対して批判的な意見が殺到した一方で、「日本人の横綱だったら批判しないだろう。そもそも代わりがいないのが一番の問題ではないか」という意見も紹介された。3月場所の優勝予想は照ノ富士となって終わったが、終了し代わって相撲の話ができないため、3月場所総括はできない。
守屋周の一人酒場放浪記（21:36頃）
　別称「ラジオ呑み」。番組の目玉コーナー。守屋アナウンサーが家で飲む様子を録音したものが流されるほか、リスナーの晩酌も紹介される。BS-TBSの「吉田類の酒場放浪記」のパロディー。徐々にメール数も増えたといい、最終回の放送では、いきものがかりの「ありがとう」を流す予定だったが紹介しきれず、BGMとして流れながら晩酌を紹介した。やはり終了を惜しむ声が続々と届いていた。

## 特別版
- 水曜日のアナウンス部〜クリスマス・イブイブ特別版 杜の放送局でBuzzるNightスペシャル〜（12月23日）林田悟志アナウンサーが担当し、8時台はｔｂｃの公式YouTube「杜の放送局」で生配信しながらラジオ放送した。9時台は、2020年8月～9月の月曜夜帯番組として好評だった「BUZZNIGHT」の復刻版。ビーイング所属アーティストにフォーカスし、ビーイングファンの林田悟志アナウンサーがビーイング激推しで1時間放送した。音声出演で大黒摩季もゲスト出演。
- 2月17日の放送は、沖縄の楽天イーグルスの春季キャンプ出張中の守屋アナウンサーに代わって林田アナウンサーがスタジオ担当。8時台は「独身アナウンサー厳選！宮城県 理想のドライブデート」で、独身アナウンサーが登場し、理想のドライブデートをプレゼンした。リスナー投票も実施し、男性は「シュンゴトウのすべらないデート」（後藤アナ）が23.8%、「塩釜ゴーゴーデート」（菅生アナ）が25%、「県内一の絶景だ！」（林田アナ）が51.2%で優勝。女性は「甘酸っぱいイチゴ狩りの旅」（増子アナ）が35.8%で優勝、「お家でまったりマリカーデート」（三浦アナ）が24.9%、「ザ・アクティブデート」（熊谷アナ）が20.9%、「松島映え映えデート」（野口アナ）が、18.4%。9時台は「BuzzNight復刻版」で、ビーイングリクエスト祭りも開催した。
- 3月10日の放送は、東日本大震災特別番組「絆みやぎ明日へ」の放送の前日のため、8時台のアナウンサーゲストをお休みし、「アナウンサーの3・11」として、アナウンサーのあの日どこで何をしていたのか、震災10年への思いなどを放送した。9時台は通常通り。

## 放送時間
- 2020年4月21日 - 6月9日 : 毎週火曜18:00 - 19:58
- 2020年11月11日 - 2021年3月17日：毎週水曜20:00 - 21:55
- 2023年10月4日 - 2024年3月27日：毎週水曜18:15 - 18:45

## 引用
1. ↑  “ANNOUNCER ROOM”. skip.tbc-sendai.co.jp. 2021年1月31日閲覧。
2. ↑  tbcラジオ 2021年秋の新番組&番組改編 - 東北放送、2021年9月21日閲覧。
3. ↑  tbcラジオ 秋の新番組＆番組改編（ナイターオフ編成）　2023年10月2日（月）スタート - 東北放送、2023年9月25日閲覧

| スタブアイコン | サブスタブ | この項目は、まだ閲覧者の調べものの参照としては役立たない、ラジオ番組に関連した書きかけの項目です。この項目を加筆・訂正などしてくださる協力者を求めています（P:ラジオ/PJ:放送番組）。 |